# 이몰라
이몰라(이탈리아어: Imola, 에밀리아어: Iommla, 로마냐어: Jômla/Jemula )는 이탈리아의 정북쪽에 위치해있고 산테르노 강이 흐르는 에밀리아로마냐주에 있는 볼로냐 광역시의 도시이자 코무네다. 이몰라는 전통적으로 로마냐지역으로 들어가는 서쪽 관문이였다. 100년 역사를 자랑하는 이탈리아의 플랜트 제조업체인 사크미가 세워진곳이기도 하다.캐나다의 활동가 존 레스타키스는 사크미를 이 도시에서 존경하는 기업 중의 하나 라고 평한 바 있다.
이몰라에는 세계 최고의 자동차 경주대회인 포뮬러 원(F1)의 산마리노 그랑프리가 열리는 엔초에디노페라리자동차경기장이 있다.

## 자매 도시
| - 크로아티아 풀라 - 영국 콜체스터 - 프랑스 젠빌리에 - 독일 바인하임 |

## 자료
1. ↑  Fiorenza Belussi; G. Gottardi; Enzo Rullani (2003년 9월 30일). 《The Technological Evolution of Industrial Districts》. Springer. 348–쪽. ISBN 978-1-4020-7555-1. 2012년 4월 13일에 확인함.

- 본 문서에는 현재 퍼블릭 도메인에 속한 1913년 가톨릭 백과사전의 내용을 기초로 작성된 내용이 포함되어 있습니다.